# Propata
Propata là một đô thị ở tỉnh Genova thuộc vùng Liguria, nằm ở vị trí cách khoảng 25 km về phía đông bắc của Genova. Tại thời điểm ngày 31 tháng 12 năm 2004, đô thị này có dân số 166 người và diện tích là 16,8 km².
Propata giáp các đô thị sau: Carrega Ligure, Fascia, Rondanina, Torriglia, Valbrevenna.